# LGV Panjin-Yingkou
 (août 2023).
La Ligne à Grande Vitesse Panjin – Yingkou ( (zh)) est une ligne ferroviaire à grande vitesse (LGV) exploitée par China Railway High-speed dans la province centrale du Liaoning, reliant les villes côtières de Panjin et Yingkou, d'une longueur totale de 89,422 km, et dont la construction a débuté le 31 mai 2009. La vitesse maximale de conception est de 350 km/h. Le coût total de ce projet est de 127,86 millions de RMB. La ligne a ouvert le 12 septembre 2013.
La courbure minimale de cette ligne est de 5 500 m.
La ligne reliait le chemin de fer voyageurs existant Qinhuangdao-Shenyang] et la LGV Harbin-Dalian, raccourcissant les trajets entre la péninsule de Liaodong et le sud en évitant la ville de Shenyang. Il existe une gare intermédiaire, la gare de Panjin .